# 너는 허니듀
〈너는 허니듀〉(君はハニーデュー 기미와하니듀[*])는 일본의 여성 아이돌 그룹 히나타자카46의 노래. 2024년 5월 8일에 히나타자카46의 열한 번째 싱글로 소니 레코드에서 발매되었다. 노래의 센터 포지션은 쇼겐지 요코가 맡았다.

## 발매 배경
Blu-ray가 들어있는 Type-A · B · C · D, CD뿐인 통상판의 다섯 형태로 발매.

## 선발 멤버

### 너는 허니듀
(센터: 쇼겐지 요코)